# 地域主権戦略会議
地域主権戦略会議（ちいきしゅけんせんりゃくかいぎ）とは、内閣府に設置されていた機関。
地域のことは地域に住む住民が決める「地域主権」を早期に確立する観点から、「地域主権」に資する改革に関する施策を検討し、実施するとともに、地方分権改革推進委員会の勧告を踏まえた施策を実施する目的で、2009年11月17日付閣議決定に基づき内閣府に設置された。
2012年12月、第2次安倍内閣が発足し、2013年3月8日の閣議において、地域主権戦略会議が廃止され、地方分権改革推進本部の設置が決定する。

## 構成
|        | 氏名       | 役職                                         |
| ------ | ---------- | -------------------------------------------- |
| 議長   | 野田佳彦   | 内閣総理大臣                                 |
| 副議長 | 樽床伸二   | 内閣府特命担当大臣（地域主権推進）・総務大臣 |
| 議員   | 岡田克也   | 副総理・内閣府特命担当大臣（行政刷新）       |
| 議員   | 城島光力   | 財務大臣                                     |
| 議員   | 藤村修     | 内閣官房長官                                 |
| 議員   | 前原誠司   | 国家戦略担当大臣                             |
| 議員   | 上田清司   | 埼玉県知事                                   |
| 議員   | 北川正恭   | 早稲田大学大学院公共経営研究科教授           |
| 議員   | 北橋健治   | 北九州市長                                   |
| 議員   | 小早川光郎 | 成蹊大学法科大学院教授                       |
| 議員   | 神野直彦   | 東京大学名誉教授                             |
| 議員   | 田中隆敏   | 御船町議会議員（前議長）                     |
| 議員   | 西村美香   | 成蹊大学法学部教授                           |
| 議員   | 沼尾波子   | 日本大学経済学部教授                         |
| 議員   | 橋下徹     | 大阪市長                                     |
| 議員   | 三谷哲央   | 三重県議会議員（前議長）                     |
| 議員   | 三井幸雄   | 旭川市議会議長                               |
| 議員   | 渡邊廣吉   | 聖籠町長                                     |

（2012年時）

### 過去の構成員
- 前田正子甲南大学マネジメント創造学部教授
- 盛泰子伊万里市議会議員

## 工程
地域主権戦略会議第1回にて、原口プランと呼ばれる工程表が示された。なお、当初は2013年夏に地域主権推進大綱の策定という工程であったが、地域主権戦略会議における1年前倒しすべきという指摘により、以下となった。
- フェーズI（2010年6月まで）：推進体制の確立から「地域主権戦略大綱」の策定
- フェーズII（2012年夏まで）：「地域主権戦略大綱」の実現と「地域主権推進基本法」の制定

　　　　　　　　　　　　　　　　　　　見直しとして関連改革を総レビューし、「地域主権推進大綱」を策定

## 主要課題
地域主権戦略会議の議論を円滑かつ迅速に進めるため、地域主権改革に資する各種検討課題のうち、特に喫緊かつ重要と考えられるものについて担当の主査を指名し、各課題の論点を抽出・整理する。ただし、地域主権戦略会議の場で、引き続き実質的な議論を行う。
- 地域主権戦略会議の有識者構成員の中から、課題別担当主査を選定
- 検討協力者の人選を含め、運営方法については、各担当主査が検討
- 検討内容を整理し、地域主権戦略会議に資料として提出

### 義務付け・枠付けの見直し
担当主査　小早川光郎

#### 概要
義務付け・枠付けとは、国が法律で細かく基準を定めて自治体の仕事を規制する行為のことを言う。
法制的な観点から地方自治体の自主性を強化し、政策や制度の問題も含めて自由度を拡大するとともに、自らの責任において行政を展開できる仕組みの構築するため、地方分権改革推進委員会第3次勧告に掲げた義務付け・枠付けの見直しを検討する。
義務付け・枠付けの第1次見直しでは、地方分権改革推進計画（2009年12月15日閣議決定）に基づき、義務付け・枠付けに関係する41法律を一括改正を行った。
第2次見直しでは、第3次勧告のうち第1次見直しの残りの義務付け・枠付けの見直しを検討する。

#### 地域主権戦略大綱
第2次見直しでは、対象となった370項目748条項中、308項目528条項が義務付け・枠付けの具体的な見直し措置となった。平成23年の通常国会にて所要の改正を行う一括法案を提出するとしている。これに対して、地方6団体は、現場ニーズの強い地方要望分104条項のうち3分の2が見直しとならなかったとし、更なる見直しに取り組むことを要望している。
地域主権戦略大綱では、今後第3次勧告の実現に向けて引き続き検討すると共に、第2次勧告で示された約4000条項のうちまだ見直しの対象とされていない約3000条項についても、具体的に講ずべき措置の方針等を今後検討・整理した上で、見直しに向けて取り組んでいくとしている。

### 基礎自治体への権限移譲
担当主査　前田正子

#### 概要
地方分権改革推進委員会第1次勧告に掲げた事務を対象として、住民に身近な行政はできる限り地方自治体にゆだねるという「補完性の原則」に基づき、各府省から基礎自治体への権限移譲を検討する。

#### 地域主権戦略大綱
地域主権戦略大綱では、見直し対象の82項目384項目のうち、59項目207条項が権限移譲の結論となった。平成23年の通常国会にて所要の改正を行う一括法案を提出するとしている。残りのうち、17項目143条項が引き続き検討となっている。これに対して、地方6団体は未だ不十分であることからさらなる権限移譲の推進を求めている。

### ひも付き補助金の一括交付金化
担当主査　神野直彦

#### 概要
ひも付き補助金とは、国が地方自治体に支出する資金で使途を特定する国庫支出金のことを言う。
民主党のマニフェストに基づき、国から地方への「ひも付き補助金」を廃止し、基本的に地方が自由に使える一括交付金にするとの方針の下、現行の補助金、交付金等の改革を検討する。

#### 地域主権戦略大綱
地域主権戦略大綱では、一括交付金化する「ひも付き補助金」の対象範囲は、最大限広くとる、という基本方針を示した。国の箇所付けの廃止など個別自治体への国の事前関与を縮小し、事後チェックを重視する観点に立って、手続を抜本的に見直し、平成23年度から一括交付金を導入するとしている。これに対して、地方6団体は、一括交付金の対象となる補助金等の総額については、現行の補助金等の額と同額以上とすることなどを求めている。

### 出先機関の抜本的改革
担当主査　北川正恭

#### 概要
地方分権改革推進委員会第2次勧告に基づき、二重行政の無駄、地域・住民ニーズに柔軟に対応できないといった問題を解消するため、出先機関を原則廃止の方針のもと、受皿の在り方も含めて抜本的改革を検討する。
なお、国の行政機関の定員約32万人のうち約21万人は、出先機関の職員が占めている。

#### 出先機関改革の公開討議
2010年6月に策定予定の「地域主権戦略大綱」に盛り込む「出先機関改革の基本的考え方」の取りまとめに向け、どのような出先機関のどのような事務・権限を地方に移管していくのかについての考え方や基準の整理に資するため、公開での討議を行った。
実施は2010年5月21日、24日。内閣府講堂にて傍聴やインターネット中継も含む公開で討議された。参加者は、地域主権戦略会議（北川正恭主査（出先機関改革担当）、大塚耕平内閣府副大臣、津村啓介内閣府大臣政務官、逢坂誠二内閣総理大臣補佐官）、各府省（副大臣、大臣政務官　他）、地方自治体側（全国知事会、全国市長会、全国町村会の関係者（首長））。
仕分け対象は、地方整備局（国土交通省）、地方運輸局（国土交通省）、地方農政局（農水省）、森林管理局（農水省）、漁業調整事務所（農水省）、地方厚生局（厚生労働省）、都道府県労働局（厚生労働省）、経済産業局（経済産業省）、総合通信局（総務省）、法務局（法務省）、地方環境事務所（環境省）。

#### 地域主権戦略大綱

##### 国の出先機関の事務･権限
国と地方の役割分担の考え方を踏まえ、「補完性の原則」に基づき、その特性や規模、行政運営の効率性・経済性等の観点から国の事務･権限とすることが適当と認められる例外的な場合（※）を除き、地方自治体に移譲することとし、地方の発意による選択的実施や広域的実施体制の整備状況をも考慮の上、地方自治体へ移譲するものや国に残すものなどの類型に区分した整理（「事務･権限仕分け」）を行う。
※例外的な場合
- 複数の都道府県に関係する事務･権限の地方移譲に際し、域外権限の付与、自治体間連携の自発的形成や広域連合などの広域的実施体制等の整備が行われることとしてもなお、著しい支障を生じるもの
- 地方移譲に際し、必要に応じて事務処理等の基準を定め、国の指示等を認めてもなお、各地方自治体の対応の相違等により著しい支障を生じるもの
- 地方移譲に際し、必要に応じて事務処理等の基準を定め、国の指示等を認めてもなお、緊急時の対応等に著しい支障を生じ、国民の生命・財産に重大な被害を生じるもの
- 事務･権限の的確な執行体制（人材、予算、知見の集積等）の整備が不可欠である一方で、見込まれる事務量等が微少であることにより、地方移譲に伴い行政効率が著しく非効率とならざるを得ないもの

##### 財源・人員の取扱い
事務・権限の地方自治体への移譲に伴う人員の地方移管等の取扱いについて、技術や専門性を有する人材活用の観点から、職員の雇用と国と地方を通じた公務能率の維持・向上、国と地方の対等の立場にも配慮しつつ、次のような方向で、人員の移管等の仕組みを検討・構築する。
- 人材の地方自治体への移管等について総合的な調整を行うため、国と地方の双方の関係者により構成される横断的な体制を整備
- 人材の地方移管等に当たって必要となる枠組み・ルール等の構築（移管等が必要となる要員規模の決め方、移管等の方法、身分の取扱い、給与を含む処遇上の取扱い、退職金の負担等）

##### 地方の発意による選択的実施
事務･権限の地方移譲の実効性を確保する観点から、事務･権限の特性にも留意しつつ、全国一律・一斉に取り扱うのではなく、地方の発意による選択的実施による柔軟な取組を可能とする仕組みを検討・構築する。
その際、都道府県や市町村の単位を前提とするもののみならず、広域性を有する事務・権限の地方移譲を推進し、その実効性を確保する観点から、関係する自治体間の意思決定や責任の所在の明確化にも留意しつつ、自治体間連携の自発的形成や広域連合など広域的実施体制の整備に応じて、事務･権限の移譲が可能となるような仕組みも併せて検討・構築する。

##### 今後の改革の進め方（事務・権限仕分け）
①各府省は、地方自治体側の意見･要望等をも踏まえつつ、自らが所管する出先機関の事務･権限仕分け（「自己仕分け」）を行い、その結果を2010年8月末までに地域主権戦略会議に報告する。
②地域主権戦略会議は、当該「自己仕分け」の内容について精査を行い、地域主権戦略会議としての事務･権限仕分けを行う。
事務・権限仕分けの区分については、次に掲げるパターンを基本とする。
- 地方自治体へ移譲するもの
  - 全国一律・一斉に移譲するもの
  - 個々の地方自治体の発意に応じ選択的に移譲するもの
    - 現行の行政区域を前提とするもの
    - 都道府県の区域を超える広域的実施体制の整備を前提とするもの
- 個々の地方自治体の発意による選択的実施を認め、その試行状況を踏まえて移譲の可否について判断するもの
  - 現行の行政区域を前提とするもの
  - 都道府県の区域を超える広域的実施体制の整備を前提とするもの
- 国に残すもの
  - 独法化や民間委託化など実施主体の見直しを検討するもの
  - 本府省への引上げを検討するもの
  - 引き続き出先機関の事務･権限とするもの
- 廃止・民営化するもの

##### 「アクション・プラン」の策定
事務・権限仕分けの結果を踏まえ、個々の出先機関の事務･権限の地方移譲等の取扱方針及びその実現に向けた工程やスケジュール並びに組織の在り方について明らかにする「アクション・プラン（仮称）」を年内目途に策定する。その際、地方自治体への移譲等については、地方自治体側の要望をも踏まえ、重点的に取り組むべき事項の速やかな実施を検討し、平成23 年通常国会への法案提出も含め、可能なものから速やかに実施することを基本とする。

## その他課題
- 国と地方の協議の場の法制化

地域主権の確立を推進するに当たり、国は、地方公共団体の自主性・自立性を阻害することのないよう努め、地方公共団体の代表者から現場の実態と感覚を聴取し、国と地方の適切な役割分担の実現に取り組んでいく必要がある。
このことを踏まえ、国と地方の協議の場の法制化に向けて関係閣僚（国）と地方六団体の代表者（地方）とによる実質的な協議が開催され、その下に設けられた国・地方双方の代表からなる実務検討グループにおいて検討が行われた。その検討結果を踏まえ、「国と地方の協議の場に関する法律案」が国会に提出されている。
- 直轄事業負担金制度の廃止

2009年11月9日、直轄事業負担金問題を関係省間で検討するため、国土交通省・農林水産省・総務省・財務省の政務官で構成する「直轄事業負担金制度等に関するワーキングチーム」が発足した。
平成22年度から維持管理に係る負担金制度を廃止することとなった。ただし経過措置として、平成22年度に限り、安全性の確保等のために速やかに行う必要のある特定の維持管理に要する費用として、地方から負担金を徴収することとし、平成23年度には、維持管理費負担金を全廃することとされた。
直轄事業負担金の問題は、国と地方の役割分担の在り方や今後の社会資本整備の在り方等、地域主権の実現に関する様々な課題と密接に関連するため、これとの整合性を確保しながら、関連する諸制度の取扱いを含めて検討を行い、マニフェストに沿って現行の直轄事業負担金制度の廃止とその後の在り方についてワーキングチーム等の場で検討する。。
- 地方行財政検討会議

地域主権の確立を目指した地方自治法の抜本的な見直し（自治体の基本構造や住民参加のあり方、財務会計制度の見直し等）の具体案について、総務大臣をトップとし、政府関係者、地方公共団体関係者、有識者をメンバーとする「地方行財政検討会議」において検討する。